# Zakraj (gmina Tolmin)
Zakraj – wieś w Słowenii, w gminie Tolmin. W 2018 roku liczyła 28 mieszkańców.